# Ann Njogu

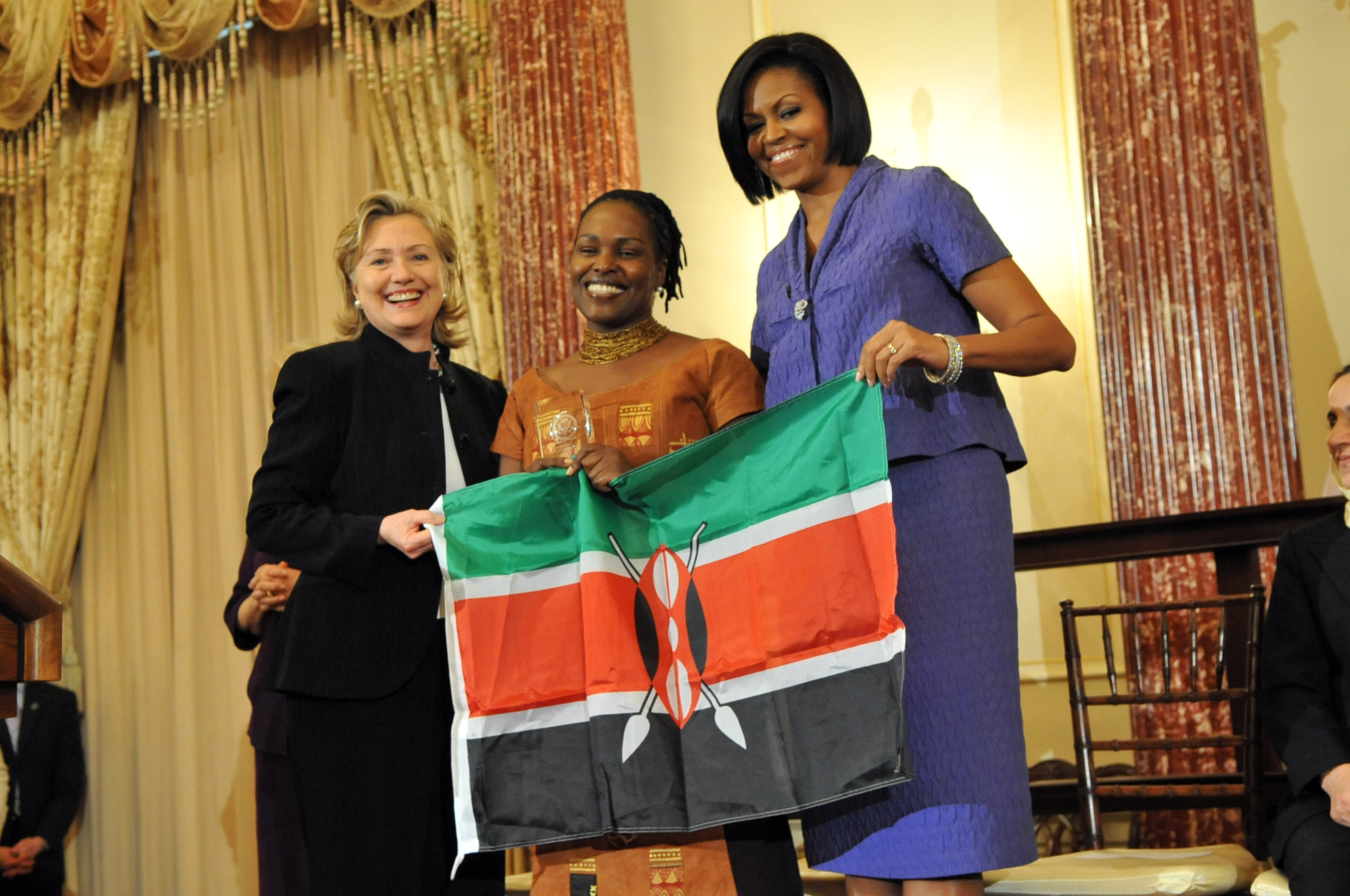
V. l. n. r. Hillary Clinton, Ann Njogu, Michelle Obama (2010)

Ann Njogu (* 20. Jahrhundert in Kenia) ist eine kenianische Frauenrechtlerin. Im Jahr 2010 war sie Direktorin des Centre for Rights Education and Awareness (CREAW), das unter anderem sexuelle und geschlechtsspezifische Gewalt nach den kenianischen Parlamentswahlen im Dezember 2007 dokumentiert hat. Sie war außerdem Verfasserin und Lobbyistin des kenianischen Gesetzes über Sexualdelikte, das 2006 in Kraft trat.

## Leben
Neben ihrer Arbeit zu sexueller und geschlechtsspezifischer Gewalt war Njogu Ko-Vorsitzende des Multisektoralen Ausschusses für Verfassungsreform, Ko-Vorsitzende des Gemeinsamen Dialogforums für Verfassungsreform und Delegierte der Bomas zur Nationalen Konferenz für Verfassungsreformen. 2007 wurde sie von den staatlichen Sicherheitskräften angegriffen und verhaftet, weil sie von den Abgeordneten eine Überprüfung ihrer Gehälter verlangte, die trotz der Armut Kenias sehr hoch waren. Sie und die anderen Verhafteten reichten einen Verfassungsbezug ein, der im Volksmund als „Ann Njogu und andere gegen den Staat“ bekannt ist und mit dem es gelang, die Zeit, in der ein kenianischer Bürger in Haft gehalten werden konnte, auf 24 Stunden zu begrenzen. 2008 war sie Mitveranstalterin des Kongresses der Zivilgesellschaft, der sich nach den Gewalttätigkeiten im Anschluss an die kenianischen Wahlen vom Dezember 2007 für eine Verbesserung der Politik einsetzte.
Im Jahr 2008 wurde sie von der Polizei geschlagen und sexuell missbraucht, als sie und andere verhaftet wurden, weil sie den Verdacht hatte, dass beim Verkauf des Grand Regency Hotels Korruption aufgetreten sein könnte.
Im Jahr 2012 wurden sie und ihr Sohn wegen tätlichen Angriffs auf ihren Vater angeklagt, aber 2013 wurden sie freigesprochen.

## Auszeichnungen und Ehrungen
- 2010: den International Women of Courage Award.[1]